# Kameleon 2
Kameleon 2 is een Nederlandse familiefilm van de Friese regisseur Steven de Jong. Het is een vervolg op De schippers van de Kameleon die twee jaar eerder verscheen. De hoofdrollen worden ook in deze film vertolkt door Koen en Jos van der Donk.
Net zoals zijn voorganger in 2003 werd ook deze film, ondanks tegenvallende recensies en ook met veel minder bezoekers (= 450.000), de bestbezochte Nederlandse film van het jaar 2005.

## Verhaal
In het gezellige Friese plaatsje Lenten gebeurt er na een tijdje rust weer van alles. Allereerst ontmoeten Hielke & Sietse een nieuw Belgisch meisje genaamd Marieke, dat met moeder Veerle sinds kort haar intrek heeft genomen in een klein huis dat eigendom is van de rijke vrek Klompsma. Vervolgens arriveert de op geld beluste projectontwikkelaar Piet Haan in Lenten. Hij heeft plannen om een snelweg en een villapark door het dorp aan te leggen. Hiervoor moet echter heel wat gesloopt worden, waaronder het huis van Marieke, maar ook de molen "Woudaap", het symbool van Lenten.
Als de plannen uitlekken, laaien de protesten onder de inwoners zo hoog op, dat het zelfs resulteert in een hevige vechtpartij. Daarnaast zorgt Ronnie Haan, de sadistische zoon van Piet, samen met zijn maatje Sjonnie, voor de nodige overlast door Marieke (die aan erge astma lijdt) opzettelijk in het water te gooien. Marieke wordt ernstig ziek en kan alleen genezen in een peperduur Zwitsers kuuroord. Hielke & Sietse proberen met hun vrienden op allerlei manieren geld in te zamelen. Ze redden onder andere een paard, doen met het dier mee aan een race, maar hun pogingen mogen niet baten; Piet Haan lijkt te gaan winnen. Alleen de onverzettelijke Klompsma moet nog een handtekening zetten aangezien hij de meeste grond bezit. Het tij keert als tijdens een storm de tweeling een schippersknecht van de verdrinkingsdood redt, niet wetend welke geheimen deze persoon met zich meedraagt.

## Rolverdeling
| Acteur                   | Personage               | Opmerkingen |
| ------------------------ | ----------------------- | ----------- |
| Koen van der Donk        | Hielke Klinkhamer       |             |
| Jos van der Donk         | Sietse Klinkhamer       |             |
| Maarten Spanjer          | Gerben Zonderland       |             |
| Rense Westra             | Veldwachter Zwart       |             |
| Nelse van Heurck         | Marieke                 |             |
| Els Dottermans           | Veerle                  |             |
| Hidde Maas               | Klompsma                |             |
| Jack Wouterse            | Piet Haan               |             |
| Gijs Scholten van Aschat | Burgemeester            |             |
| Meriyem Manders          | Burgemeestersvrouw      |             |
| Jelle de Jong            | Ronnie Haan             | Nozem       |
| Boudewijn van Duinen     | Sjonnie                 | Nozem       |
| Joep Sertons             | Dokter                  | Dokter      |
| Klaas Hofstra            | Sjoerd Bonnema          |             |
| Dominique van Vliet      | Mem Klinkhamer          |             |
| Steven de Jong           | Evert (Heit) Klinkhamer |             |
| Arjen Rooseboom          | Kees “Carbid” Dijkstra  |             |
| Peter Groot Kormelink    | Dijkstra                | Molenaar    |
| Joost Buitenweg          | Hornstra                |             |
| Chris Zegers             | Tjeerd Klompsma         |             |
| Wim Serlie               | Postma                  | Brugwachter |
| Hero Muller              | Schipper                |             |
| Hans Anker               | Tweeling Advocaat       |             |
| Wim Anker                | Tweeling Advocaat       |             |
| Ron Boszhard             | Student                 |             |
| Ed Nijpels               | Commissaris Koningin    |             |
| Boudewijn de Groot       | De eenzame fietser      |             |
| Jan Douwe Kroeske        | Omroeper paardenrennen  |             |
| De Glasblazers           | Dorpsfanfare            |             |

## Achtergrond

### Productie
In tegenstelling tot de vorige film, waar de scenarioschrijvers trouw aan de literatuur bleven, zijn de drie verhaallijnen hier niet gebaseerd op de kinderboeken van Hotze de Roos. Wel zijn er een aantal bekende aspecten uit verschillende delen gebruikt, als opvulling. Doordat de nadruk lang op eigen ideeën van de makers is er een compleet nieuw verhaal ontstaan.
De oorspronkelijke werktitel, tevens de naam waaronder deze film in eerste instantie zou worden uitgebracht, was Kameleon Ahoy! (de titel van het tweede boek in de reeks) maar omdat het verhaal daar niet bij aansloot, besloot men er Kameleon 2 van te maken. Speciaal voor deze film werd in plaats van één première een elfstedentour georganiseerd langs verschillende Friese plaatsen. 
In het najaar van 2004 ontstond er negatieve publiciteit rondom dit project. Als eerste beschuldigde de dierenbescherming de makers van dierenmishandeling. De scène waarin een paard met wagen te water raakt en vervolgens wordt gered uit zijn beknelde positie, werd door de dierenbescherming bestempeld als "zeer kwellend". Medewerkers op de set zouden het dier, om het in beweging te houden, diverse keren geslagen hebben voor de opnames. De makers ontkenden dit. Ten tweede gingen er, kort na de voltooiing van de allerlaatste scènes, rond september 2004, geruchten, dat Chris Zegers bijna was verdronken tijdens de draaidagen op het IJsselmeer. Zegers zelf verklaarde dat hij nooit in gevaar gekomen was.
De snelle boot kreeg vanwege de eisen in het script een nieuwe motor ingebouwd en werd daardoor een waterscooter met waterstraalaandrijving.
Net als in De schippers van de Kameleon hadden Boudewijn de Groot en CdK van Friesland Ed Nijpels ook in deze film een cameo. De bekende Friese strafrechtadvocaten Wim en Hans Anker hadden ook een rolletje.

### Soundtrack
De muziek in de film is geschreven door componist Ronald Schilperoort en uitgevoerd door het Metropole Orkest. Voor de soundtrack hadden vijf artiesten een eigen lied gemaakt. Van Sita Vermeulen, oud-lid van K-otic, klonk tweemaal de hit Mijn Bloed en een korte versie van Mij. Verder bevat de cd een rap van diverse acteurs waarin goed en kwaad vijandig tegenover elkaar komen te staan. 

## Prijzen en nominaties
| jaar | Festival | prijs        | categorie                      | genomineerde(n)   | informatie                                   | uitslag     |
| ---- | -------- | ------------ | ------------------------------ | ----------------- | -------------------------------------------- | ----------- |
| 2005 | NFF      | Gouden Film  |                                | Steven de Jong    | Meer dan 100.000 bezoekers                   | Gewonnen    |
| 2005 | NFF      | Platina Film |                                | Steven de Jong    | Meer dan 400.000 bezoekers                   | Gewonnen    |
| 2005 |          | Gouden Ui    | Slechtste film                 | Steven de Jong    | filmprijs voor de slechtste Nederlandse film | Genomineerd |
| 2005 |          | Gouden Ui    | Slechtste acteur               | Steven de Jong    | filmprijs voor de slechtste Nederlandse film | Genomineerd |
| 2005 |          | Gouden Ui    | Slechtste acteur               | Chris Zegers      | filmprijs voor de slechtste Nederlandse film | Genomineerd |
| 2005 |          | Gouden Ui    | Slechtste regisseur            | Steven de Jong    | filmprijs voor de slechtste Nederlandse film | Genomineerd |
| 2005 |          | Gouden Ui    | Slechtste bijrol van een BN'er | Jan Douwe Kroeske | filmprijs voor de slechtste Nederlandse film | Genomineerd |

Uiteindelijk kregen de makers geen enkele Gouden Ui.